# Lagonda
Lagonda je bila engleska tvornica automobila osnovana 1906. u mjestu Staines u pokrajini Middlsex. Osnivač je amerikanac Wilbur Gunn. Tvrtki je dao ime po rijeci u blizini svog rodnog grada Springfielda u saveznoj državi Ohio. Lagondu je 1947. kupio Aston Martin.

## Povijest

### Neovisne godine
Wilbur Gunn je prvi automobil, model 20, proizveo 1907., nakon jednogodišnjeg razvoja. Prije Prvog svjetskog rata proizveo je još jedan manji model, 11, koji je poznat zbog činjenice da je to prvi automobil u povijesti s ručnom kočnicom kakva se i danas ugrađuje u većinu automobila. Tijekom Prvog svjetskog rata proizvodnja automobila je prestala.
1918. nastavljena je proizvodnja samo modela 11. Do kraja proizvodnje 1926. je doživio nekoliko izvedenica, a ukupno je proizvedeno 6000 primjeraka. U međuvremenu je osnivač Wilbur Gunn preminuo 1920., pa je tvornicu preuzeo Colin Parbury. Krajem 1925. je krenula proizvodnja novog modela, 14/60. koji je također proizveden u nekoliko izvedbi. 1933. pojavio se i potpuno novi model, Rapier, do 1938. proizveden u nešto više od 500 primjeraka. No Lagondu 1935. potresaju financijski problemi, pa ju je kupio Alan Good. On je pozvao W. O. Bentleya, koji je nekoliko godina prije svoju tvrtku Bentley prodao Rolls-Royceu, da mu se pridruži kao dizajner Lagondinih automobila. On je poziv prihvatio i dizajnirao novi Lagondin automobil, LG45. Prije početka Drugog svjetskog rata dizajnirao je i model V12, a 1940. kompletna Lagondina proizvodnja prestaje.

### Aston Martin
1947. Lagondu je kupio David Brown, tadašnji vlasnik Aston Martina. On je proizveo i model 2.6-Litre. Proizvodnja je prestala 1953. kada ga je zamijenio 3-Litre koji se proizvodio do 1958. Mnogi su mislili da je Lagonda tada ugašena, no vratila se 1961. s modelom Rapide. On se proizvodio četiri godine u kojima je proizvedeno samo 55 Rapidea. To je ujedno bio i zadnji model Lagonde.
1976. pojavio se automobil imena Aston Martin Lagonda, odnosno Aston Martin je bio proizvođač, a Lagonda je u ovom slučaju bio samo naziv modela. Bila je to ekstravagantna limuzina, poznata kao jedan od najosebujnijih i najnaprednijih automobila onog vremena te tada najbrža limuzina na svijetu. Proizvodnja je uz jedan redizajn potrajala do 1989.
1994. Aston Martin je na ženevskom sajmu automobila predstavio konceptni automobil imena Lagonda Vignale.

## Ponovna proizvodnja
Aston Martin je u rujnu 2008. najavio da će 2009. ponovno lansirati Lagondu na tržište kao samostalnu marku da bi se proslavilo sto godina osnutka Lagonde. Bit će to automobil još luksuzniji od Aston Martina. Ciljana tržišta su SAD i Rusija. 

## Vanjska poveznica
- Lagonda Club UK  Arhivirana inačica izvorne stranice od 3. travnja 2005. (Wayback Machine)